# Damián Díaz
Damián Rodrigo Díaz (Rosario, 1º maggio 1986) è un calciatore argentino naturalizzato ecuadoriano, centrocampista del Banfield.

## Palmarès

### Club
- Campionato argentino: 1

Boca Juniors: Apertura 2008
- Campionato ecuadoriano: 3

Barcelona SC: 2012, 2016, 2020